# Internationale Friedensfahrt 1984
Die 37. Internationale Friedensfahrt (Course de la paix) war ein Radrennen, das vom 8. bis 21. Mai 1984 ausgetragen wurde.
Die 37. Auflage dieses Radrennens bestand aus 11 Einzeletappen und führte auf einer Gesamtlänge von 1689 km von Berlin über Prag nach Warschau. Mannschaftssieger war die UdSSR. Der beste Bergfahrer war Sergej Suchorutschenkow aus der UdSSR.
Der aktivste, punktbeste und vielseitigste Fahrer war Olaf Ludwig aus der DDR.
Ein Spanier hat den 70. Platz erreicht, Miguel Indurain; sein Name wird Jahre später für immer in der Radsportgeschichte stehen.
Das Starterfeld bestand aus 108 Radsportlern, die mit je 6 Fahrern insgesamt 18 Mannschaften bildeten.

## Teilnehmende Nationen
- Algerien
- BRD
- Bulgarien
- Belgien
- Dänemark
- DDR
- Finnland
- Frankreich
- Italien
- Kuba
- Marokko
- Norwegen
- Polen
- Rumänien
- Sowjetunion
- Spanien
- Tschechoslowakei
- Ungarn

## Details
| Etappe     | Start – Ziel             | Etappensieger                            | Etappen- länge | Fahrzeit   |
| ---------- | ------------------------ | ---------------------------------------- | -------------- | ---------- |
| 0Prolog    | Zeitfahren in Ost-Berlin | Pjotr Sergejewitsch Ugrjumow Sowjetunion | 007 km         | 2:48:45    |
| 01. Etappe | Berlin – Magdeburg       | Uwe Raab DDR                             | 170 km         | 4:00:37    |
| 02. Etappe | Magdeburg – Gera         | Olaf Ludwig DDR                          | 194 km         | 4:38:55    |
| 03. Etappe | Einzelzeitfahren in Gera | Olaf Ludwig DDR                          | 026 km         | 2:34:14    |
| 04. Etappe | Zwickau – Most           | Nentscho Stajkow Bulgarien               | 137 km         | 4:26:32    |
| 05. Etappe | Most – Prag              | Christo Saikow Bulgarien                 | 146 km         | 3:48:37    |
| 06. Etappe | Prag – Mladá Boleslav    | Achim Stadler Deutschland                | 141 km         | 3:10:53    |
| 07. Etappe | Mladá Boleslav – Trutnov | Thomas Barth DDR                         | 151 km         | 4:06:04    |
| 08. Etappe | Trutnov – Karpacz        | Sergej Suchorutschenkow Sowjetunion      | 161 km         | 4:15:28    |
| 09. Etappe | Jelenia Góra – Wrocław   | Éric Louvel Frankreich                   | 175 km         | 4:28:44    |
| 10. Etappe | Oleśnica – Łódź          | Olaf Ludwig DDR                          | 188 km         | 4:11:27    |
| 11. Etappe | Łódź – Warschau          | Olaf Ludwig DDR                          | 154 km         | 3:55:09:32 |